# Copa Ciudad de Temuco
La Copa Ciudad de Temuco o Copa Temuco es un torneo de fútbol, de carácter amistoso, siendo su impulsor y organizador el club Unión Temuco, durante la presidencia de Marcelo Salas. Se juega en la ciudad de Temuco,  ubicada en la IX Región, se realizó por primera vez el año 2012, durante la temporada de verano. Cuenta con un carácter preparativo para las respectivas competencias locales, y toman parte de él, por invitación, clubes chilenos.
Este campeonato se juega en el Estadio Germán Becker de Temuco.

## Antecedentes
Los precedentes de este torneo se remontan al Cuadrangular de Temuco 1967, ganado por Universidad de Chile, y 1970, donde se impuso Godoy Cruz.

## Campeones
| Año           |                              | Campeón | Final Resultados     | Subcampeón                        |                | Tercero           | Final Resultados | Cuarto |
| 2012 Detalles | Universidad Católica · Chile | 2-0     | Unión Temuco · Chile | Universidad de Concepción · Chile | 2-2 (2-0 pen.) | Colo-Colo · Chile |                  |        |

Nota: pro = Prórroga; pen = Tiros desde el punto penal